# Jonás Acevedo
Héctor Jonás Acevedo (Concarán, 6 de febrero de 1997) es un futbolista argentino. Juega de volante en Instituto de Córdoba de la Primera División de Argentina.

## Carrera

### Inicios
Jonás Acevedo comenzó jugando en su ciudad natal, Concarán, en la escuela de fútbol EFI y en Atlético Concarán. A los 15 años, el presidente de Municipal de Río Cuarto lo vio jugar en San Luis y le dijo que le gustaría que se pruebe en el equipo cordobés. Aceptó la oferta y durante 6 meses jugó en el club riocuartense.

### San Lorenzo
En 2013 llega a San Lorenzo con 16 años, tras hacer un par de pruebas.
Es promovido al plantel de Primera en 2017, en el equipo dirigido por el uruguayo Diego Aguirre. Su debut ocurrió el 18 de noviembre, ingresando a los 29 minutos del segundo tiempo por Gabriel Gudiño. El partido terminó 1-3 a favor del Ciclón contra San Martín de San Juan. Al final del mes jugó como titular en la victoria 2-0 sobre Atlético Tucumán.

### Ramón Santamarina
Al no tener muchas oportunidades con el plantel de Primera de San Lorenzo, Acevedo llega a préstamo en 2019 a Ramón Santamarina, equipo de la Primera Nacional. Debutó el 26 de agosto como titular en la derrota 0-1 ante Deportivo Riestra. Fue reemplazado a los 21 minutos del segundo tiempo por Valentín Depietri.

### Quilmes
Finalizado su cesión en el club tandilense, debía regresar a San Lorenzo, pero terminó su contrato con el equipo azulgrana, por lo que, en 2020, Jonás se convirtió en jugador de Quilmes.

### Instituto de Córdoba
El 23 de agosto de 2023, se marchó cedido a Instituto de Córdoba de la Primera División de Argentina, hasta diciembre de 2024.

## Estadísticas
- Actualizado al último partido disputado el 16 de agosto de 2025

| San Lorenzo Argentina | 1.ª                 | 2017-18             | 2   | 0  | 0  | 0 | - | - | 2   | 0  | 0    |
| San Lorenzo Argentina | 1.ª                 | 2018-19             | 0   | 0  | 0  | 0 | - | - | 0   | 0  | 0    |
| San Lorenzo Argentina | Total club          | Total club          | 2   | 0  | 0  | 0 | - | - | 2   | 0  | 0    |
| Ramón Santamarina Argentina | 2.ª                 | 2019-20             | 14  | 0  | -  | - | - | - | 14  | 0  | 0    |
| Ramón Santamarina Argentina | Total club          | Total club          | 14  | 0  | -  | - | - | - | 14  | 0  | 0    |
| Quilmes Argentina | 2.ª                 | 2020                | 5   | 1  | -  | - | - | - | 5   | 1  | 0.2  |
| Quilmes Argentina | 2.ª                 | 2021                | 12  | 3  | -  | - | - | - | 12  | 3  | 0.25 |
| Quilmes Argentina | Total club          | Total club          | 17  | 4  | -  | - | - | - | 17  | 4  | 0.24 |
| Huracán Argentina | 1.ª                 | 2021                | 18  | 1  | 0  | 0 | - | - | 18  | 1  | 0.06 |
| Huracán Argentina | 1.ª                 | 2022                | 0   | 0  | 10 | 1 | - | - | 10  | 1  | 0.1  |
| Huracán Argentina | 1.ª                 | 2023                | 16  | 0  | 2  | 0 | 6 | 1 | 24  | 1  | 0.04 |
| Huracán Argentina | Total club          | Total club          | 34  | 1  | 12 | 1 | 6 | 1 | 52  | 3  | 0.06 |
| Patronato Argentina | 1.ª                 | 2022                | 24  | 5  | 3  | 0 | - | - | 27  | 5  | 0.19 |
| Patronato Argentina | Total club          | Total club          | 24  | 5  | 3  | 0 | - | - | 27  | 5  | 0.19 |
| Instituto Argentina | 1.ª                 | 2023                | -   | -  | 12 | 2 | - | - | 12  | 2  | 0.17 |
| Instituto Argentina | 1.ª                 | 2024                | 22  | 1  | 10 | 0 | - | - | 32  | 1  | 0.03 |
| Instituto Argentina | 1.ª                 | 2025                | 16  | 1  | 0  | 0 | - | - | 16  | 1  | 0.06 |
| Instituto Argentina | Total club          | Total club          | 38  | 2  | 22 | 2 | - | - | 60  | 4  | 0.07 |
| Total en su carrera | Total en su carrera | Total en su carrera | 129 | 12 | 38 | 3 | 6 | 1 | 173 | 16 | 0.09 |
| (1) Las copas nacionales se refiere a la Copa Argentina y a la Copa de la Liga Profesional (2) Media de goles por encuentro. No incluye goles en partidos amistosos. |                     |                     |     |    |    |   |   |   |     |    |      |

## Palmarés

### Torneos nacionales
| Título         | Club      | País      | Año  |
| -------------- | --------- | --------- | ---- |
| Copa Argentina | Patronato | Argentina | 2022 |